# Кокандская таньга

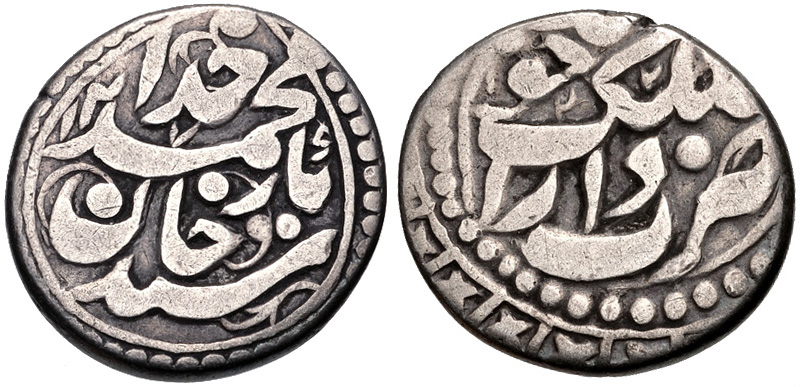
Тенга Мухаммад Худаяр-хана, отчеканенная на Кокандском монетном дворе, 1862—1863 гг.

Танга, таньга — денежная единица Кокандского ханства до его превращения в вассала Российской империи в 1876 году. В обращении была серебряная таньга, медный пул и золотая тилла. Между тремя единицами не было фиксированного курса обмена, он менялся в зависимости от изменения стоимости драгоценных металлов.
Российский рубль заменил пул, тенгу и тиллу. Старые деньги некоторое время обращались параллельно с рублём в связи с нехваткой разменной монеты.